# Keltische Tijger

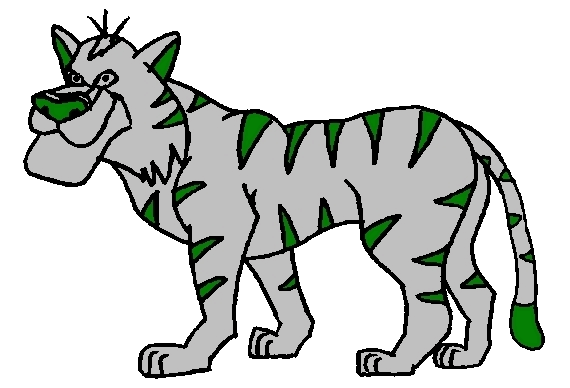
Een tekening van de Keltische tijger met groene strepen.

De Keltische tijger (Engels: The Celtic Tiger) was een term om de sterke economische groei die Ierland in de negentiger jaren tot 2001/2002 heeft gekend aan te geven. De term was bedacht naar aanleiding van de Aziatische Tijgers.
Toen de economische groei in 2004 weer begon werd ook wel gesproken van de Tweede Keltische Tijger. Ierland was opgeklommen van een van de armste landen van West-Europa tot een van de rijkste. Het land had een van de hoogste BBP per capita van Europa: in 2005 was dit $48.604.
- The Spire in Dublin is het symbool voor de modernisering van Ierland.